# Robert von Pach
Robert svobodný pán von Pach zu Hansenheim (německy Robert Ludwig Karl Freiherr von Pach zu Hansenheim und Hohen-Eppan) (31. ledna 1856 Štýrský Hradec – 7. února 1918 Maribor) byl rakousko-uherský admirál. Jako absolvent námořní akademie sloužil u c. k. námořnictva od roku 1874, uplatnil se jako důstojník dělostřelectva a kromě služby na různých lodích působil také v námořní administraci. Svou kariéru završil jako ředitel Centrálního námořního archivu v Terstu (1905–1908). V roce 1909 byl penzionován a mimo aktivní službu byl v roce 1911 povýšen do hodnosti kontradmirála. 

## Životopis

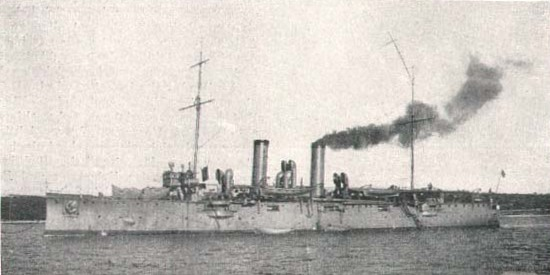
Křižník SMS Zenta, vlajková loď kapitána Roberta Pacha v letech 1904–1905

Pocházel ze staré rodiny z Tyrolska nobilitované v 16. století. Narodil se jako druhorozený z pěti dětí barona Karla von Pacha (1826–1888), c. k. místodržitelského rady. Studoval na gymnáziu v rodném Štýrském Hradci a v letech 1870–1874 na C. k. námořní akademii v Rijece. Na korvetě SMS Dandolo absolvoval v roce 1874 cestu do Ameriky, poté prošel dělostřeleckým výcvikem na školní lodi SMS Adria. Vystřídal službu na různých lodích, s obrněnou lodí SMS Custozza se v letech 1876–1877 plavil na Blízký východ a sloužil také u námořní pěchoty v Pule. V roce 1878 získal hodnost praporčíka a v letech 1880–1881 byl pobočníkem admirála Pokorného. Na cvičné lodi SMS Schwarzenberg se podílel na přípravě námořních kadetů a v Pule vedl také kurzy plavání. 
Postupoval v hodnostech (poručík II. třídy 1885, poručík I. třídy 1889) a v letech 1888–1890 byl velitelem přístavu ve Splitu. V dalších letech byl dělostřeleckým důstojníkem na lodích různého typu a dne 1. května 1898 byl povýšen na korvetního kapitána. Několikrát byl přidělen ke sborovému námořnímu velitelství v Pule a v letech 1900–1901 byl velitelem dělostřelectva na křižníku SMS Kaiser Karl VI. Na stejné pozici pak v letech 1901–1903 sloužil na cvičné lodi SMS Radetzky a mezitím dosáhl hodnosti fregatního kapitána (1. května 1901).
V letech 1904–1905 byl velitelem křižníku SMS Zenta jako vlajkové lodi torpédové flotily a nakonec zastával funkci ředitele Centrálního námořního archivu v Terstu (Marine-Central-Archiv, respektive Marinezentralarchiv, 1905–1908). Ke dni 1. května 1907 byl povýšen na kapitána řadové lodi, na jaře 1908 byl odeslán na dovolenou a nakonec k datu 1. ledna 1909 penzionován. Mimo aktivní službu získal hodnost kontradmirála (29. září 1911).
Po odchodu do výslužby zůstal aktivní ve veřejném životě jako člen Rakouské společnosti pro podporu lodní dopravy (Österreichischer Flottenverein) (1912). Usadil se v Mariboru, kde zemřel 7. února 1918 ve věku 62 let a byl pochován v rodinné hrobce na městském hřbitově.

## Rodina
V roce 1892 se v Mariboru oženil s Antonií von Némethy (1862–1934), dcerou c. k. polního podmaršála Johanna von Némethyho (1827–1913). Z jejich manželství se narodily tři děti. Nejstarší dcera Karolína (1894–1901) zemřela v dětském věku, mladší dcera Luisa (1894–1985) se provdala za uherského šlechtice hraběte Bélu Telekiho. Syn Johann Baptista (1897–1974) sloužil u námořnictva a v závěru první světové války dosáhl hodnosti poručíka II. třídy. 
Robertův mladší bratr Hugo (1864–1912) sloužil také u c. k. námořnictva a dosáhl hodnosti poručíka I. třídy. 

## Tituly a ocenění
Užíval šlechtický titul svobodného pána, který rodina získala v roce 1846. Během služby u námořnictva se stal nositelem několika vyznamanenání v Rakousku-Uhersku i v zahraničí.

### Rakousko-Uhersko
- Válečná medaile (1879)
- Jubilejní pamětní medaile (1898)
- Služební odznak pro důstojníky III. třídy (1899)
- Vojenský jubilejní kříž (1908)
- Vojenská záslužná medaile (1909)

### Zahraničí
- komandér Danebrožského řádu II. třídy (1906, Dánsko)